# Sverdrup
De sverdrup (Sv) is de eenheid om het debiet (volumetransport) uit te drukken van zeestromen. Deze eenheid wordt gebruikt omdat het transport van zeestromen zo groot is. Eén sverdrup is gelijk aan 1 miljoen (106) m³/seconde. Dit is (niet toevallig) gelijk aan de instroom van water uit de Stille Oceaan naar de Noordpool door de Beringstraat.
Deze niet-SI-eenheid is equivalent aan de (afgeleide) SI-eenheid kubieke hectometer per seconde (symbool: hm³/s). Ze is totaal verschillend aan de SI-eenheid sievert, die hetzelfde symbool gebruikt.

## Voorbeelden
- De Amazone heeft een debiet van 0,2 Sv
- 1 Sv is ook de smeltsnelheid die Groenland ijsvrij zou maken in 90 jaar en daardoor een zeespiegelstijging van 8 centimeter per jaar zou veroorzaken.[2]
- Het debiet van de Golfstroom bedraagt minstens 55 Sv
- de westenwinddrift wordt geschat op meer dan 100 Sv

## Oorsprong
De eenheid is vernoemd naar de Noorse oceanograaf Harald Sverdrup, niet te verwarren met de ontdekkingsreiziger Otto Sverdrup. Zijn boek The Oceans, Their Physics, Chemistry and General Biology (met Martin W. Johnson en Richard H. Fleming) uit 1942 markeerde een ommekeer in de oceanografie in de eerste helft van de 20e eeuw.
De pogingen om het debiet van grote zeestromen te meten kende een aanvang toen Luigi Ferdinando, graaf van Marsigli (of Marsili) (1658-1730) in zijn boek Osservazioni intorno al Bosforo Tracio verslag deed over zijn bevindingen over de dubbele stroming in de Bosporus in functie van de densiteit van het zeewater in zijn meetcampagne van 1679-1680.
De jonge Sverdrup zette zijn eerste stappen in de oceanografie als wetenschappelijk leider van Roald Amundsens Maud-expeditie (1918-1925) waar hij de arctische getijden bestudeerde.
De Noordpool is ook de oorsprong van de eenheid die naar Sverdrup genoemd is. In de jaren 1950 werd overwogen om de Beringstraat af te dammen, waardoor Siberië en het noorden van Canada bewoonbaarder zouden worden. Bij de beoordeling van de dam in de context van de levende rijkdommen van Noord-Canada vond de Canadese oceanograaf Maxwell Dunbar de herhaalde verwijzing naar miljoenen kubieke meter per seconde "erg omslachtig" en stelde voor ....
... om een nieuwe eenheid van watertransport te gebruiken, [...] een Sverdrup, naar dr. H.U. Sverdrup. Laten we dan aannemen dat de instroom door de Beringstraat één sverdrup is.
Na het herhalen van zijn voorstel op een internationale bijeenkomst van oceanografen werd de sverdrup al snel algemeen gebruikt. Het idee van de dam heeft het niet gehaald, in tegenstelling tot het idee van een eenheid voor grote waterstromen.